# Camila Vallejo
Camila Antonia Amaranta Vallejo Dowling (Santiago, 28 de abril de 1988) é uma política chilena, Ministra da Secretaria Geral do Gobierno do Chile  desde  11 de Março de 2022.
Foi dirigente estudantil e Militante das Juventudes Comunistas do Chile, e vice-presidente da Federação de Estudantes da Universidade do Chile (FECh) estudou geografia na Universidade do Chile. Entre os anos de 2010 e 2011 ocupou o cargo de presidente da entidade, sendo a segunda mulher a ocupar esse cargo, depois de Marisol Prado, entre 1997 e 1998. Foi derrotada na eleição de 6 de dezembro de 2011 por Gabriel Boric.
Adquiriu notoriedade pública como líder e porta voz nos protestos estudantis do Chile em 2011, ao lado de outros líderes estudantis  da Federação de Estudantes da Universidade católica do Chile: Giorgio Jackson, e Camillo Ballesteros da Federação de Estudantes da Universidade de Santiago do Chile.
Foi eleita deputada pelo Partido Comunista do Chile em 2014. Entre as principais bandeiras, a luta por uma educação gratuita.
Foi eleita personalidade do ano de 2011 em enquete realizada pelo jornal britânico The Guardian, o segundo jornal de língua inglesa mais lido no mundo. Camila recebeu 78% dos votos, concorrendo com vários candidatos importantes como: a Chanceler da Alemanha Angela Merkel, que ganhou notoriedade com a proposta de reforma na crise da União Europeia, o tunisino Mohamed Bouazizi, que ateou fogo em si mesmo e provocou o começo da Primavera Árabe, Tariq Jahan, pai de uma das vítimas dos Tumultos na Inglaterra em 2011, entre outras pessoas que marcaram o ano de 2011.
Em 11 de março de 2022, assumiu o posto de Secretária Geral de Governo da administração do presidente Gabriel Boric.